# علي أحمد العمراني
علي أحمد العمراني (7 ديسمبر 1957- ) سياسي ودبلوماسي وبرلماني يمني من ابرز شيوخ قبائل محافظة البيضاء اليمنية  ،شغل منصب سفير اليمن لدى الأردن منذ 22 أغسطس 2016 وحتى يناير 2023. شغل منصب وزير إعلام سابق في حكومة الوفاق الوطني، وتعرض آنذاك لمحاولة اغتيال فاشلة في 31 يناير 2012 أثناء خروجه من مجلس الوزراء. كما نجا من محاولة إغتيال أخرى برصاص مسلحين في العاصمة صنعاء في 3 أغسطس 2012. حاصل على بكالوريوس إدارة صناعية من جامعة الملك فهد للبترول والمعادن.

## مناصب أخرى
عضو في مجلس النواب ورئيس اللجنة المالية في المجلس لثلاث دورات تشريعية 1993-1997، 1997-2003 وآخرها دورة 2003-2009، ممثلاً للدائرة 128 محافظة البيضاء عن حزب المؤتمر الشعبي العام.
بناءً على الاتفاق الذي عُرف بإسم «إتفاق فبراير» مُددت فترة المجلس لمدة عامين، وبقيام ثورة الشباب اليمنية لم تُجرِ الانتخابات، وبحسب إتفاق المبادرة الخليجية مُددت لمدة عامين آخرين حتى 2013. ولكن نظراً للأزمة السياسية المستمرة منذ ذلك العام واندلاع الحرب القائمة منذ 2015 لم يتسنى انتخاب مجلس نواب جديد، ولا تزال الشرعية متجسدة في المجلس المنتخب عام 2003 حتى اليوم.